# Josep Firmat i Serramalera
Josep Firmat i Serramalera (Manresa, 1889-1970) va ser un arquitecte manresà d'estil modernista i noucentista.
Va obtenir el títol a l'Escola d'Arquitectura de Barcelona el 1914. Des de la seva titolació fins al 1954 va ser arquitecte municipal de Manresa.
Del període modernista es conserva a Manresa el quiosc de l'Arpa a la plaça de Sant Domènec i la decoració de la farmàcia Esteve. És una peça de 1917 inspirada en l'estil de Domènech i Montaner.
Posteriorment la seva obra és plenament noucentista, entre la qual destaca el Teatre Kursaal de Manresa de 1927.

## Referències

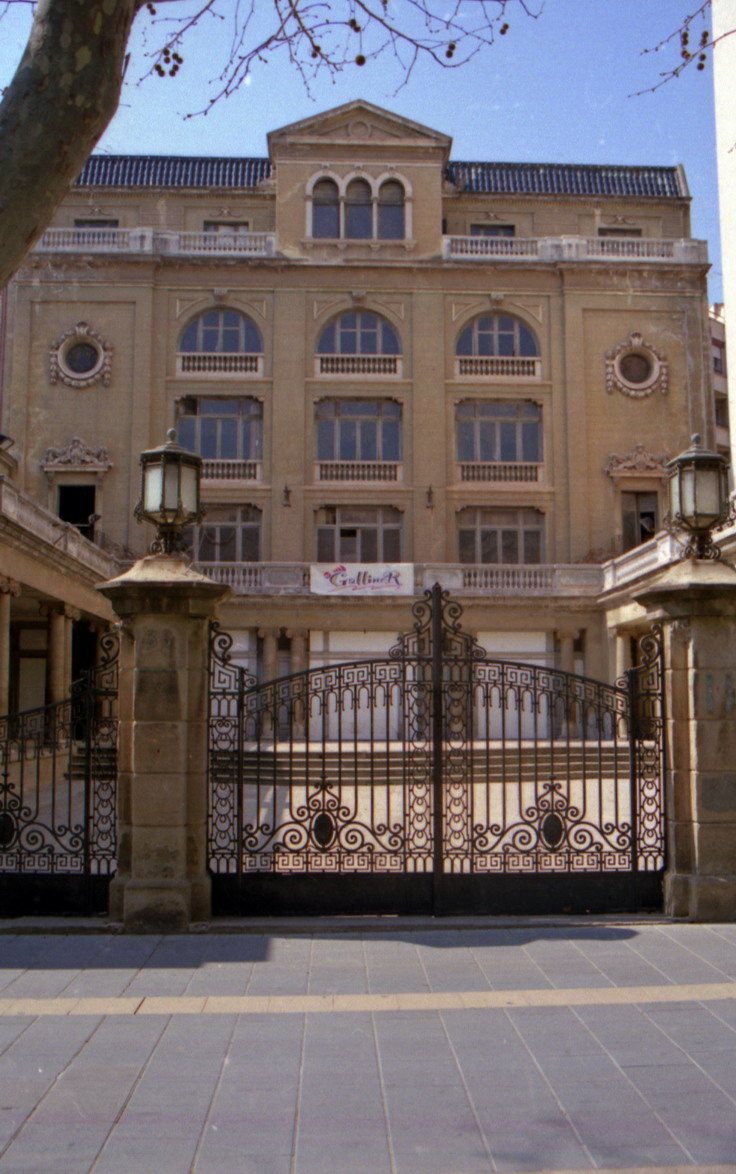
El Kursaal en plena restauració